# Cmentarz rodziny zu Dohna
Cmentarz rodziny zu Dohna – zabytkowy cmentarz rodzinny  Dohnów w pobliżu miejscowości Markowo w gminie Morąg (województwo warmińsko-mazurskie) w Prusach Górnych. 

## Opis
Cmentarz założony w 1924  przez wschodniopruską rodzinę Dohnów, położony w lesie blisko pałacu w Markowie, siedziby rodu. W formie miało nawiązywać do starożytnych budowli megalitycznych.
Położone jest na wzniesieniu i składa się z kamiennego półokręgu, grobowców Friedricha Ludwiga (1873–1924) i jego syna Christopha Friedricha (1907–1934) zu Dohna, kamiennych schodów i innych kamiennych elementów architektonicznych i użytkowych. Za cmentarzem, od strony południowej, znajduje się brzozowy krąg, w którego centrum, na ośmiobocznym postumencie wzniesiono drewniany krzyż (obecnie powalony).

## Nagrobne inskrypcje
- Friedrich Ludwig Burggraf und Graf zu Dohna-Lauck 4.4.1874 + 1.7.1924[4]. Wokół na  bordiurze cytat pisany gotykiem: So spricht der Geist, sie sollen ausruchen von ihren Mühen, denn ihre Werke folgen ihnen nach[a][b] Offb. Johannis 14.v.13. Płytę ozdobiono herbem rodu.
- Christoph Friedrich Burggraf und Graf zu Dohna-Lauck 12.12.1907 + 3.9.1934[5]. Z przodu, nad płytą nagrobną Christopha syna  Friedricha znajduje się głaz z wyrzeźbioną hitlerowską swastyką; z drugiej strony kamienia są cytaty: Der Tod ist verschlungen in den Sieg  I. Cor.15.53[c] oraz Ich warte auf den Christus[d]. Adolf Hitler[6].

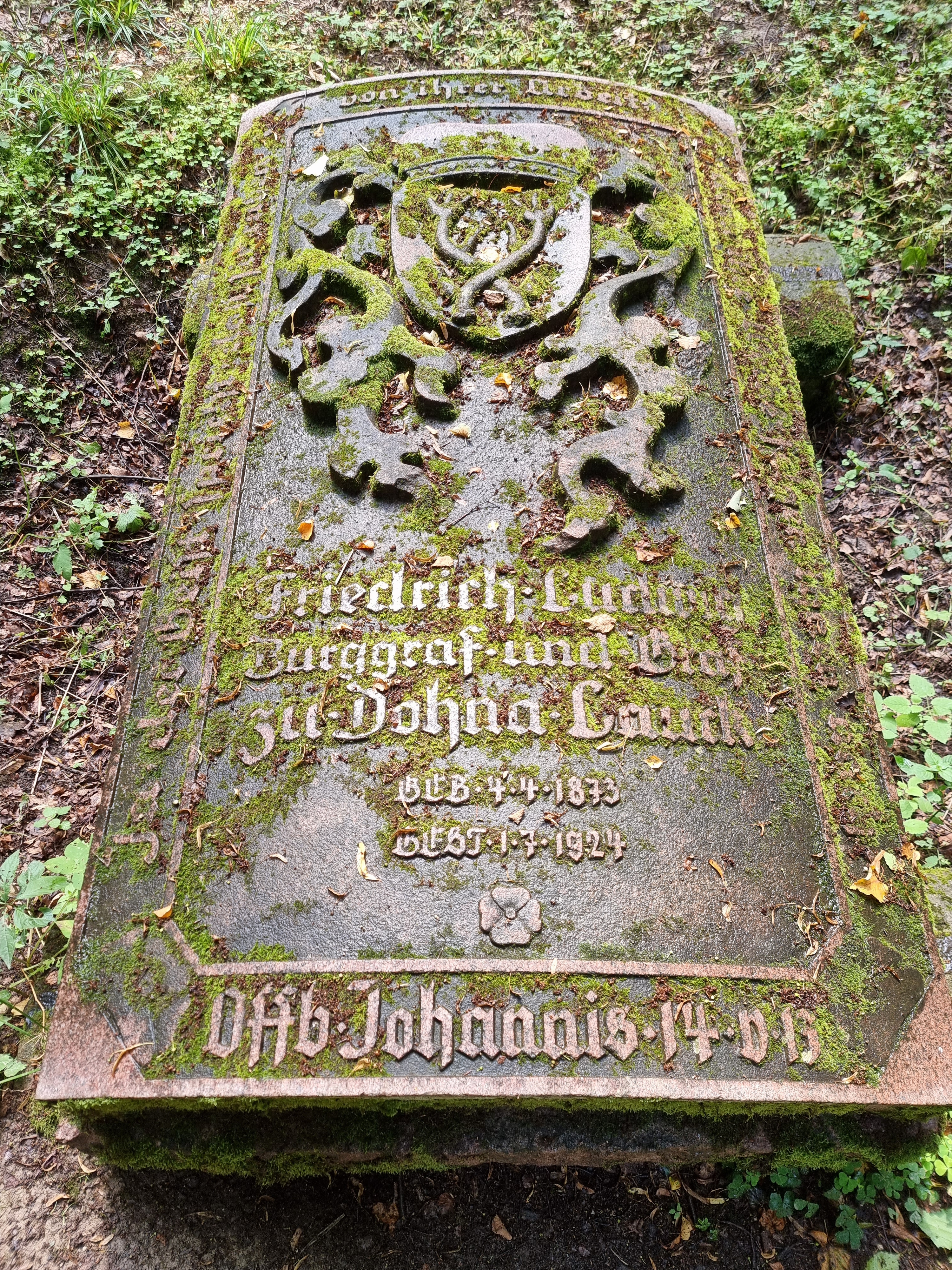
Inskrypcje na płycie Friedricha
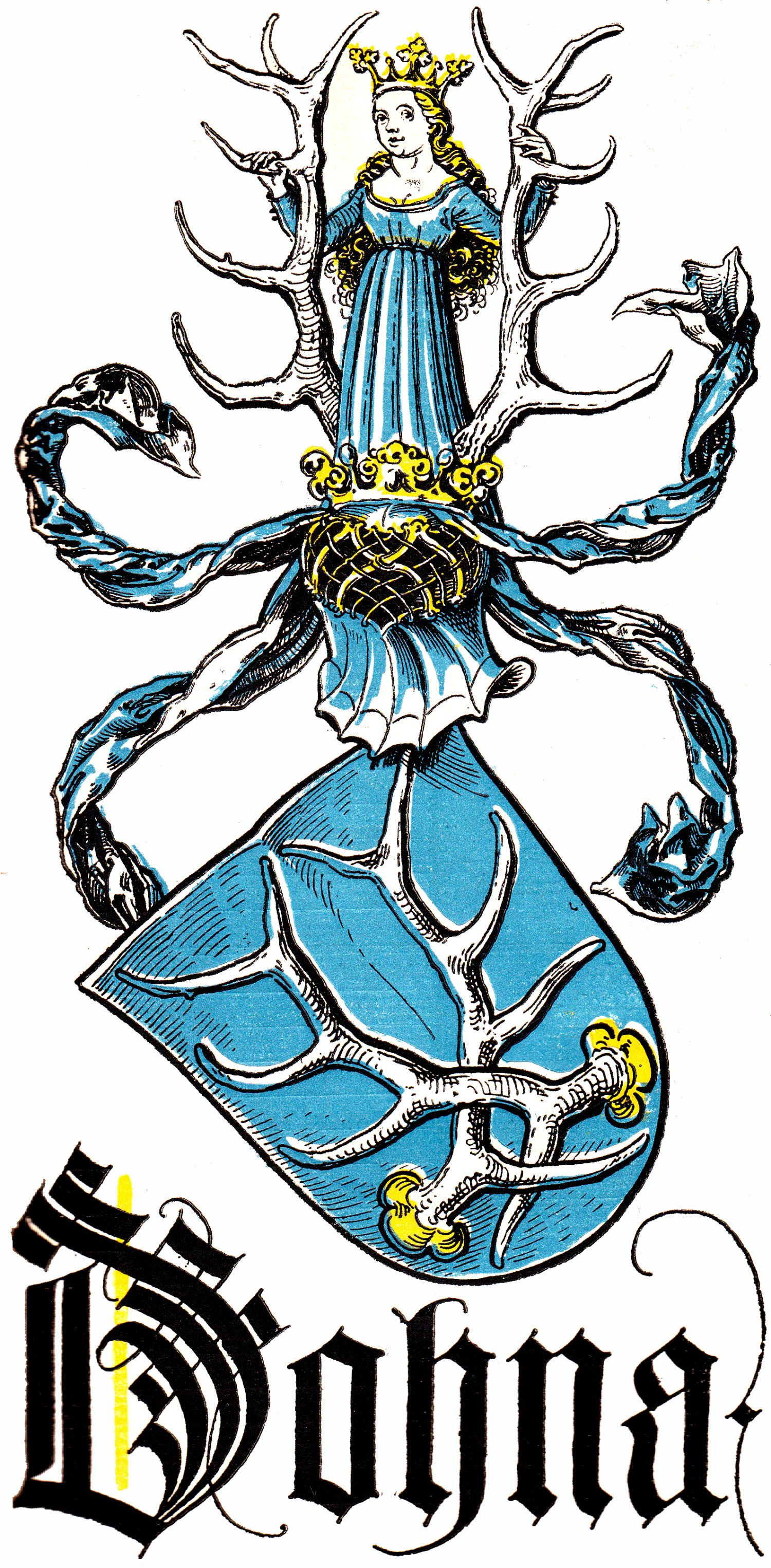
Herb szlachecki Dohna
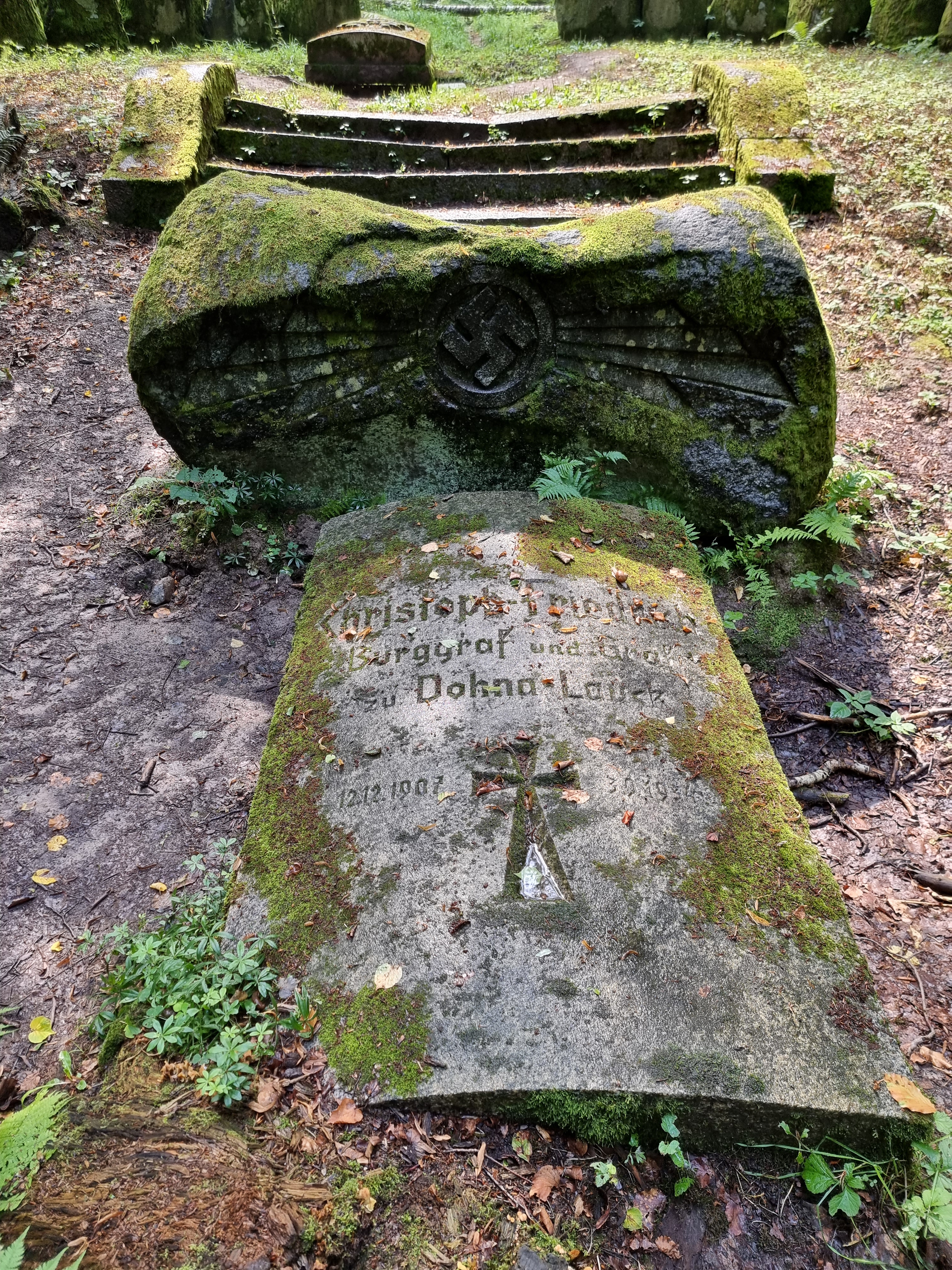
Płyta Christopha
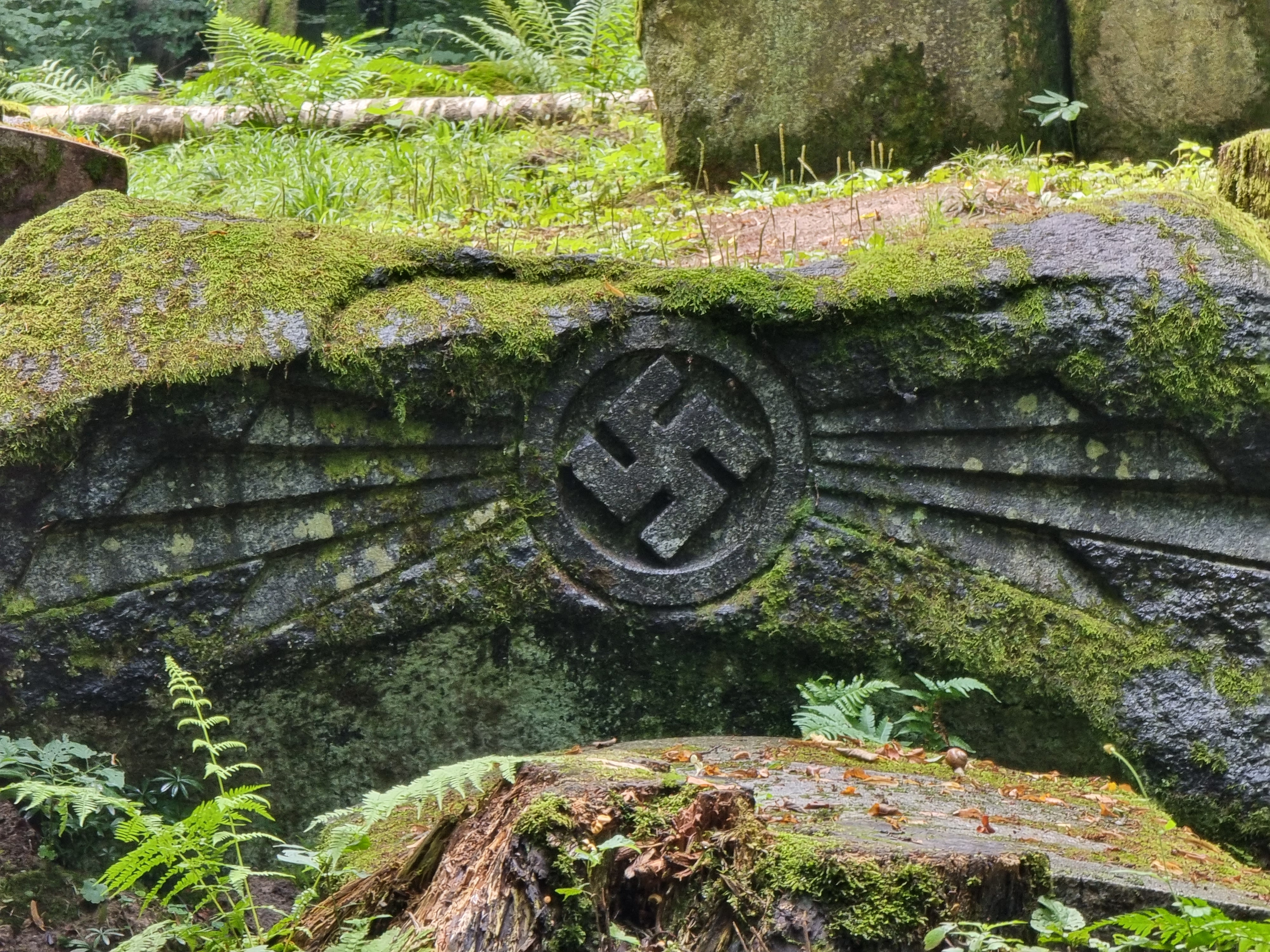
Swastyka na głazie przy grobie Christopha
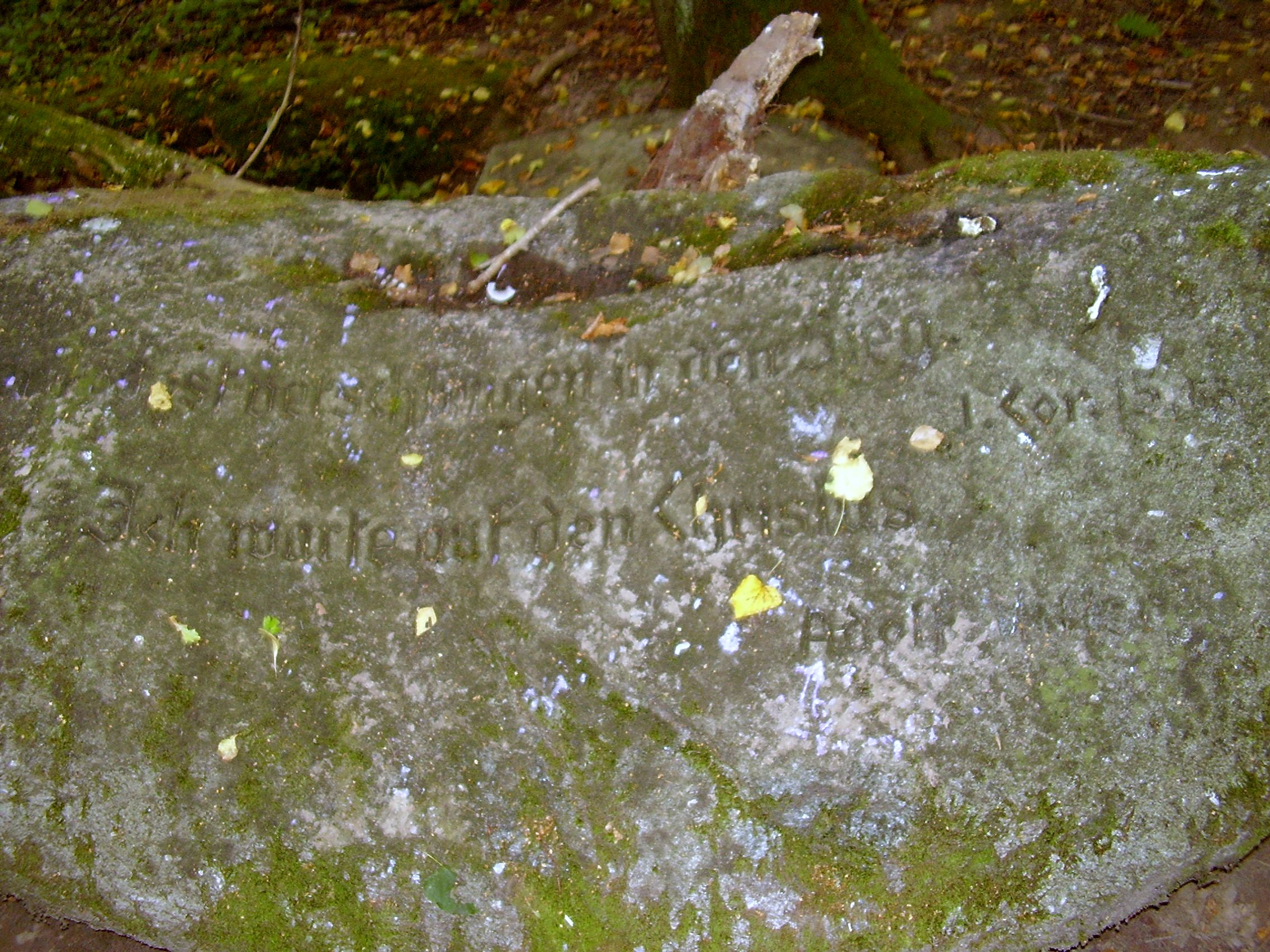
Inskrypcje na tyle głazu przy płycie Christopha
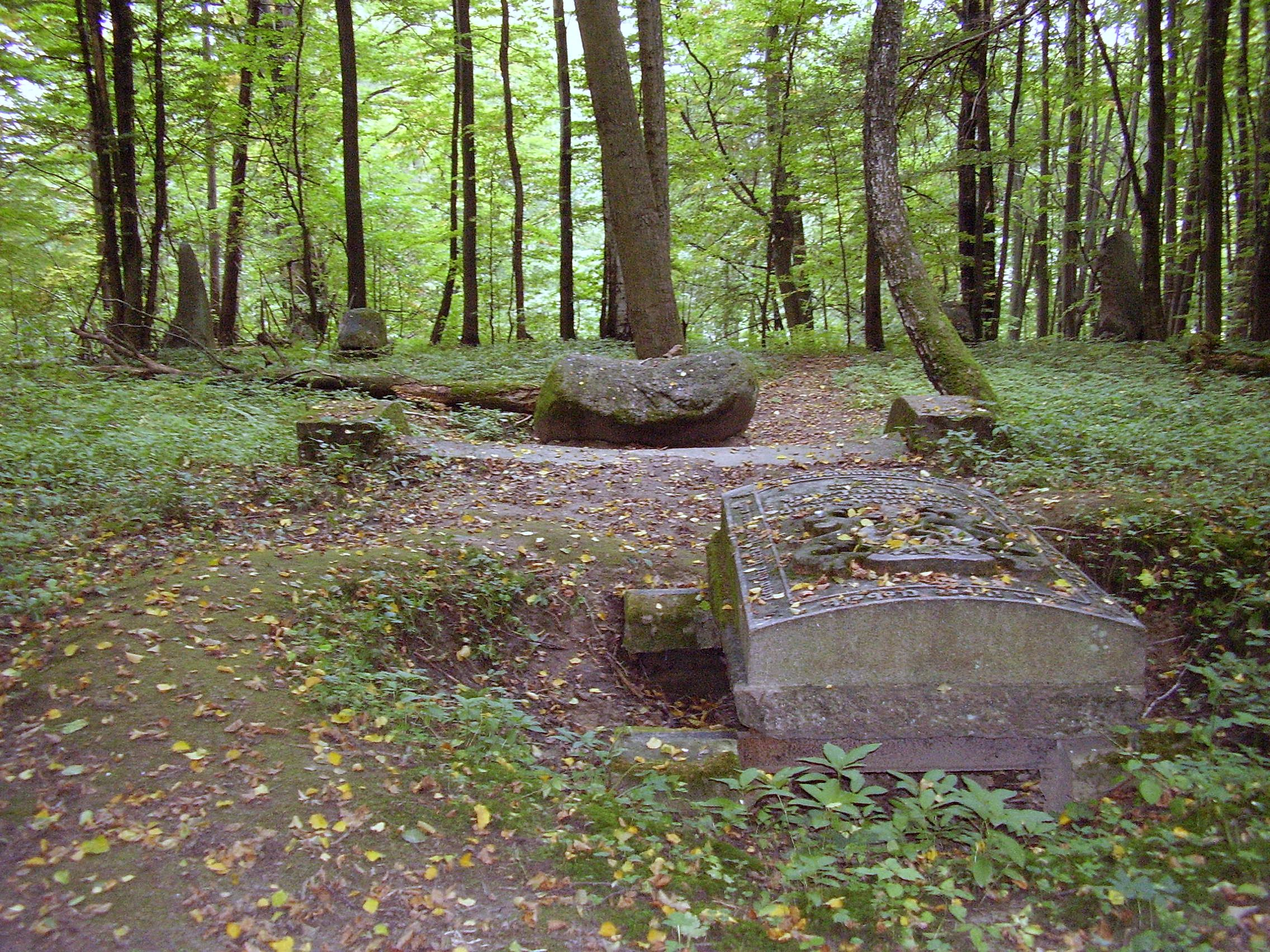
Widok ogólny od południa
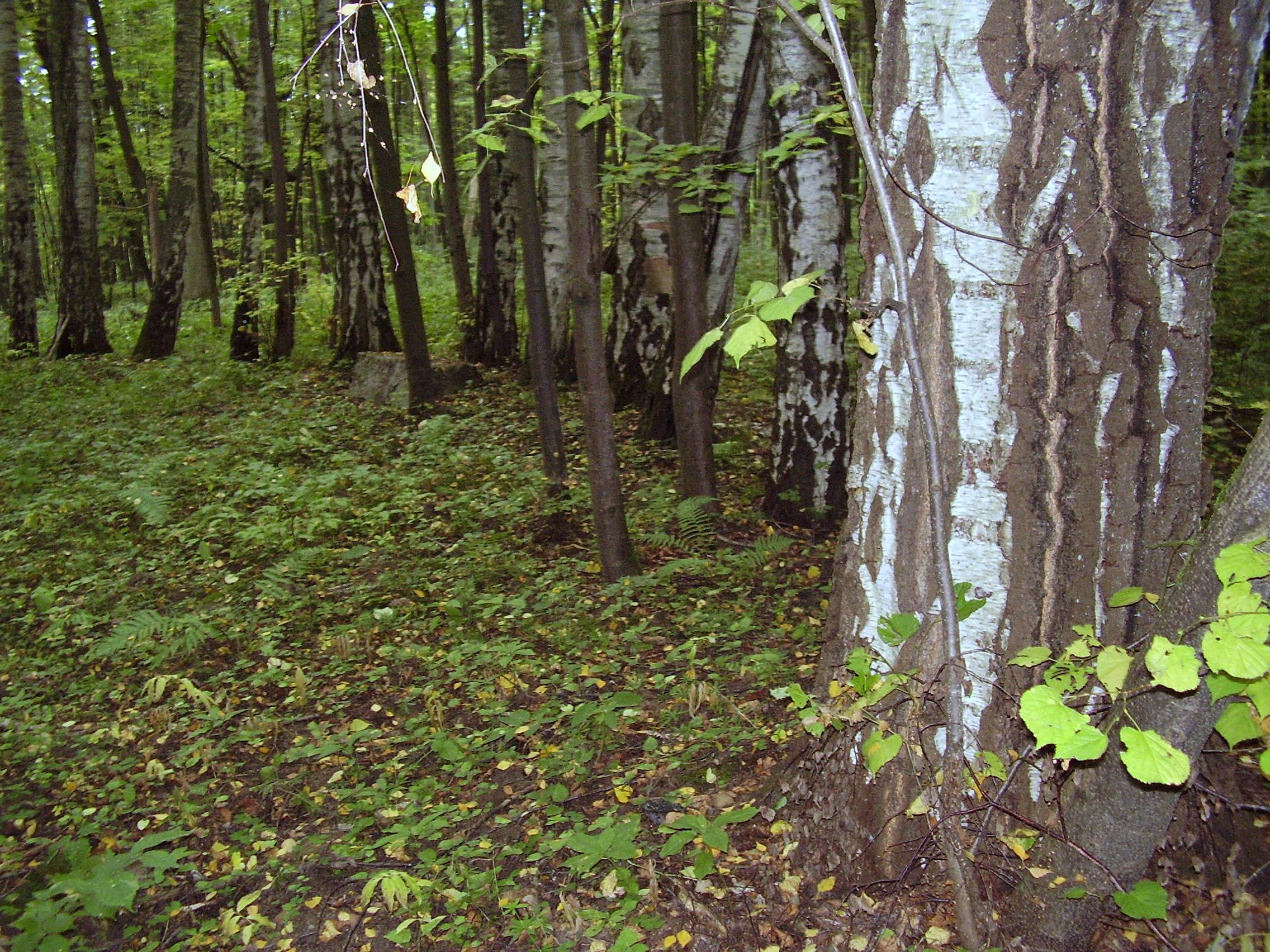
Fragment "brzozowego kręgu"
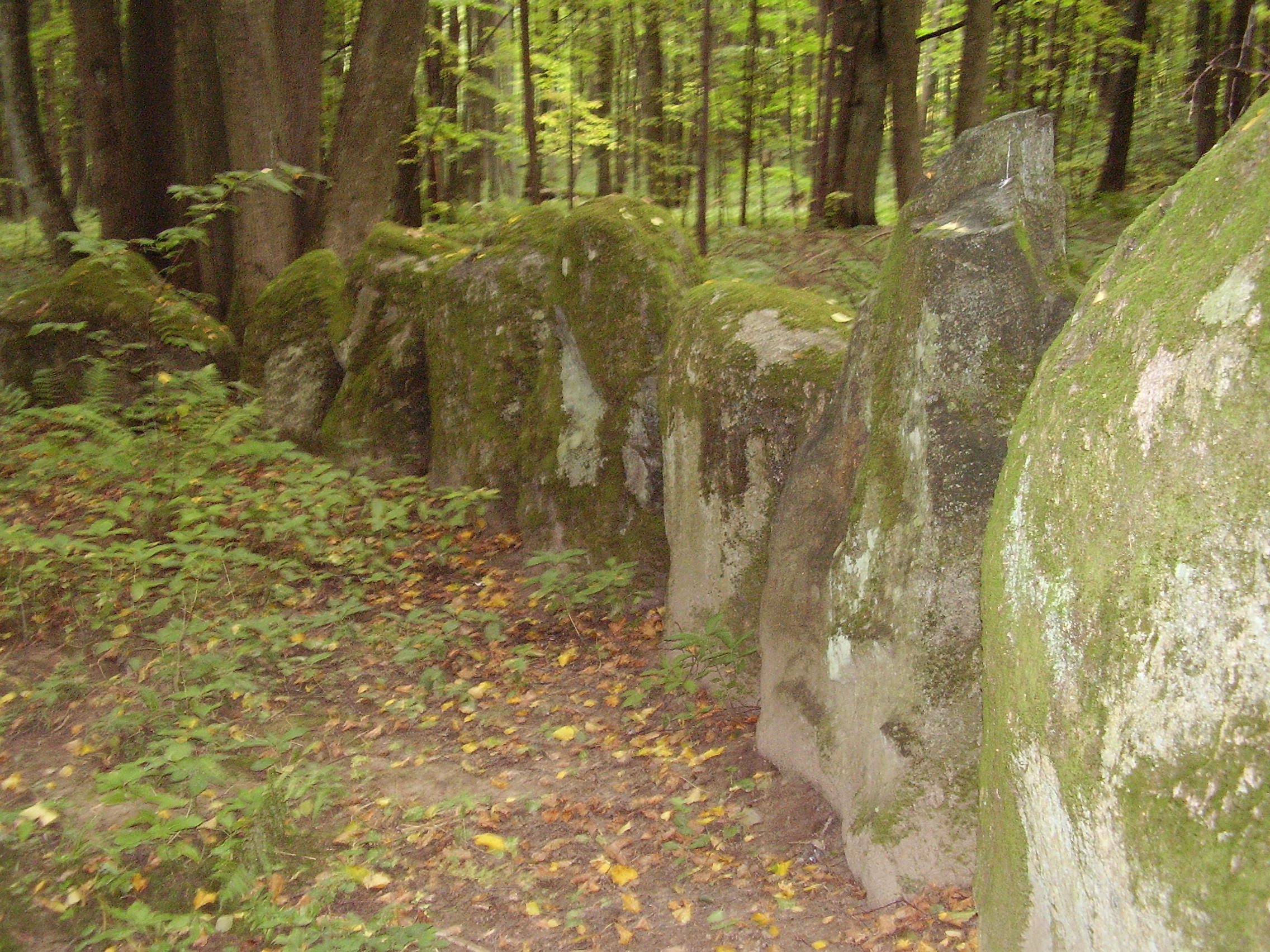
Fragment kamiennego półokręgu

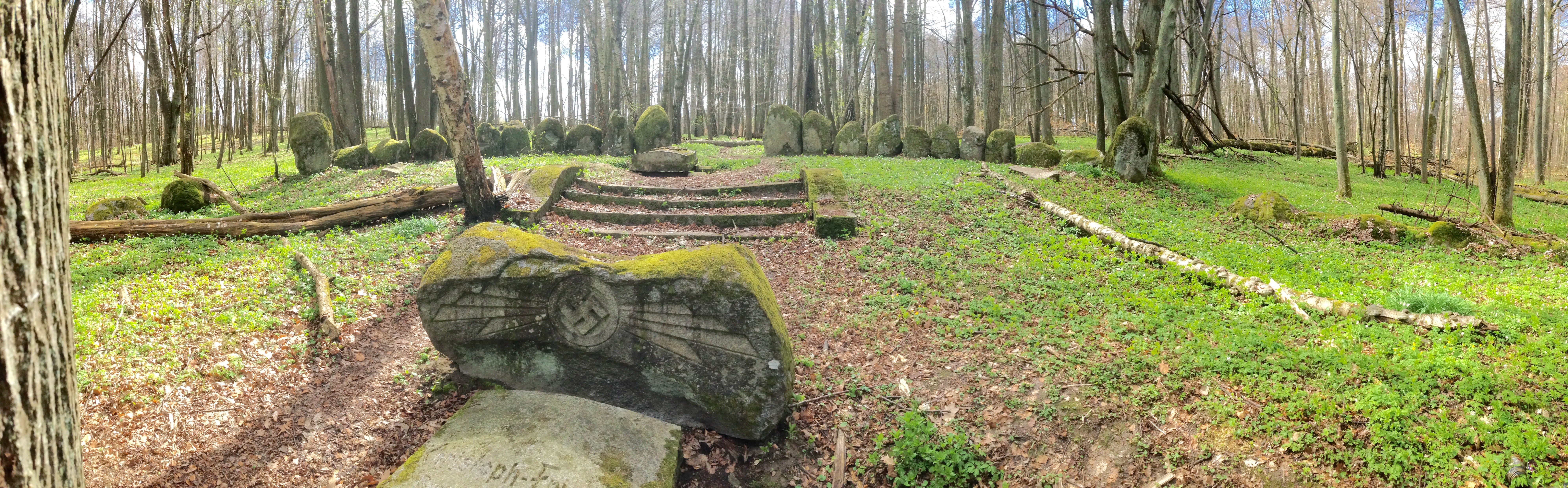
Panorama cmentarza hrabiów zu Dohna w Markowie k. Morąga. Na pierwszym planie płyta Christopha Friedricha, dalej kamienne schody, za nimi płyta Friedricha Ludwiga